# Ingrid Riezler-Kainzner

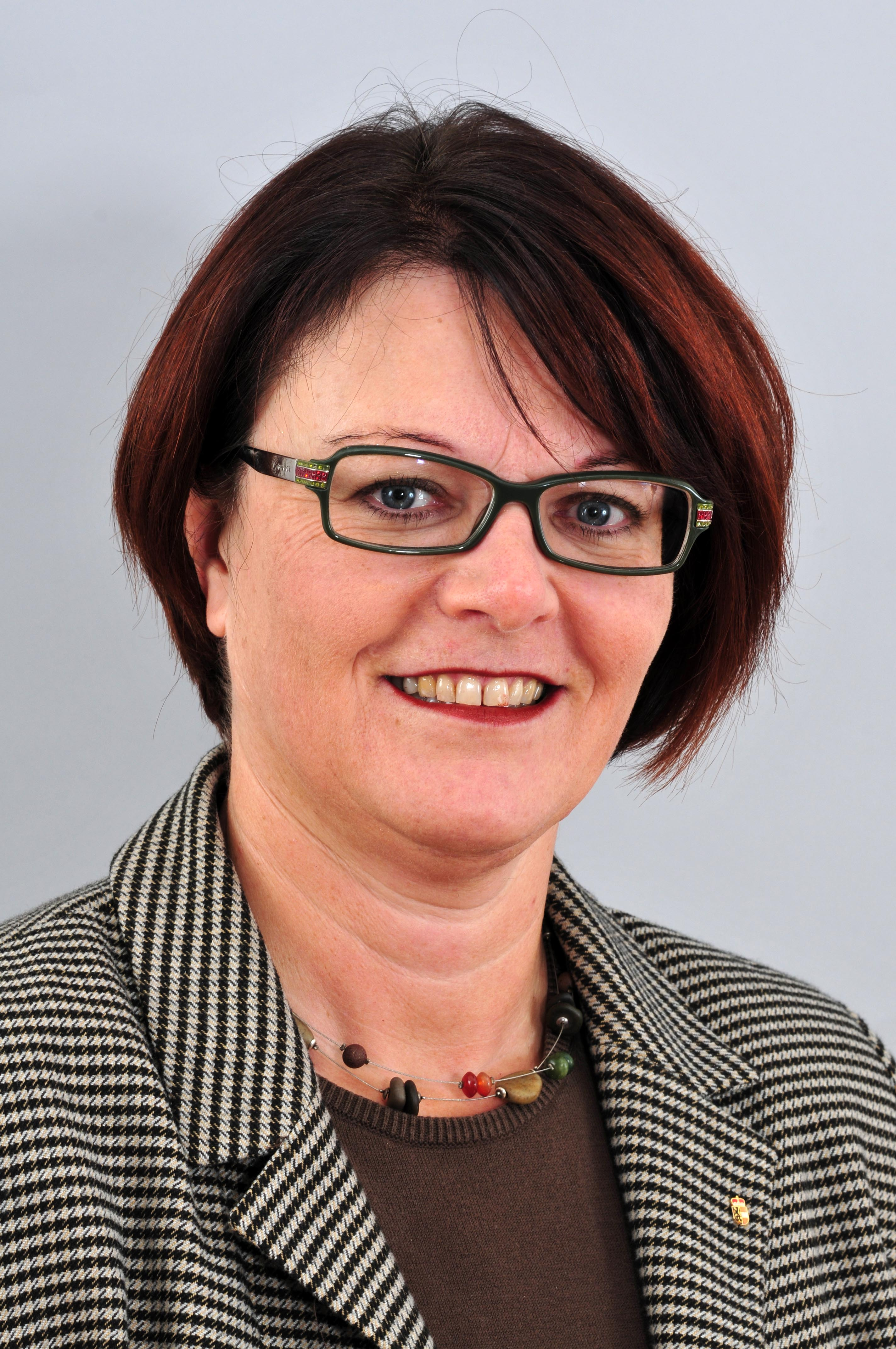
Ingrid Riezler 2012

Ingrid Riezler-Kainzner (* 20. Mai 1959 in Magstadt, Deutschland) ist eine österreichische Politikerin (SPÖ). Riezler war von 2004 bis 2018 Abgeordnete zum Salzburger Landtag.

## Leben
Riezler absolvierte zwischen 1965 und 1978 die Grundschule und Realschule in Sindelfingen und ein Wirtschaftsgymnasium in Böblingen, bevor sie ab 1978 an der Wirtschaftsuniversität Wien Betriebswirtschaftslehre studierte. Sie ist als Rechnungsführerin am BORG Radstadt karenziert und absolvierte zwischen 1999 und 2003 eine Ausbildung zur Diplomerwachsenenbildung. Sie ist Gruppen- und Seminarleiterin bei „Eltern-Kind-Begegnungen Radstadt und Altenmarkt“.
Riezler ist seit 2002 Gemeindevertreterin in Radstadt und wurde 2003 zur Bezirksfrauenvorsitzenden der SPÖ-Pongau gewählt. Ab dem 28. April 2004 vertrat sie die SPÖ im Landtag, wobei sie als Bereichssprecherin des SPÖ-Landtagsklubs die Agenden Soziales und Integration übernahm. Riezler wurde am 27. November 2007 zur neuen Landesfrauenvorsitzende der Salzburger SPÖ-Frauen, womit sie Hilde Wanner ablöste. Nach der Landtagswahl in Salzburg 2018 schied sie aus dem Landtag aus. Als Landesfrauenvorsitzende folgte ihr Karin Dollinger nach.
Riezler lebte in Sindelfingen, bevor sie nach Österreich übersiedelte. Sie lebte einige Zeit in Wien und Oberösterreich, ist zum zweiten Mal verheiratet und Mutter einer Tochter und eines Sohnes.